# Les Fontetes (Gurp)
Les Fontetes és una font múltiple del terme municipal de Tremp, del Pallars Jussà, a l'antic terme de Gurp de la Conca, en territori de l'antic poble de Gurp. És a 1.112 m d'altitud, al vessant sud-occidental de la Serra de Santa Engràcia, a llevant del Corral de Terraubella, al nord-nord-est de Gurp. També es troba al nord-oest de Santa Engràcia, a força distància.